# Festival de jardins de Chaumont-sur-Loire

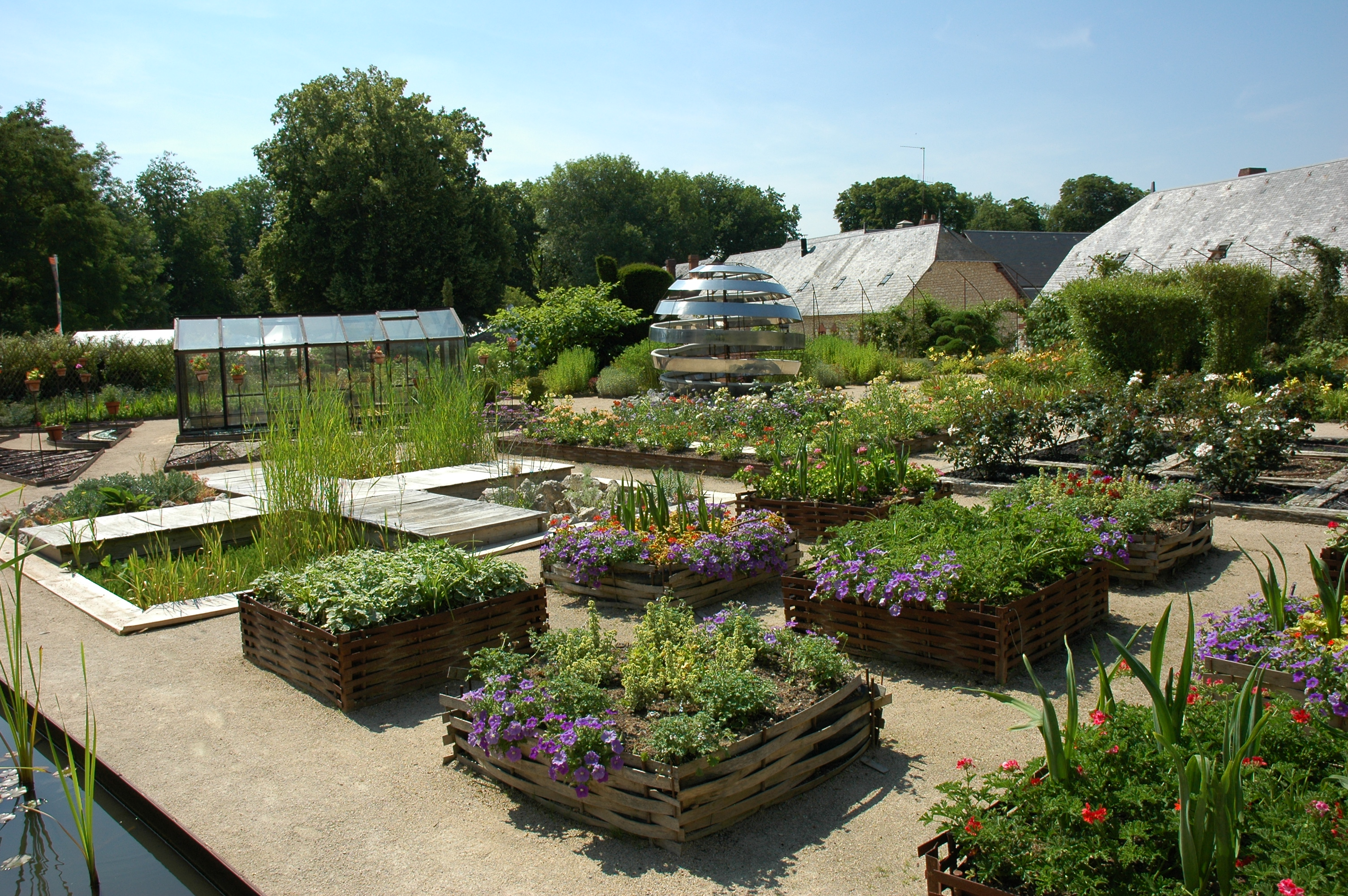
O jardim experimental

O 'Festival de jardins de Chaumont-sur-Loire é um evento realizado anualmente no parque do Castelo de Chaumont-sur-Loire em Chaumont-sur-Loire, França.
Cada ano artistas de todo mundo idealizam jardins, inspirando-se no tema escolhido.
Os temas dos jardins foram
- 2014 Jardins dos pecados mortais
- 2013 Jardins das sensações
- 2012 Jardins das delícias e delírios
- 2011 Jardins do futuro ou da arte da biodiversidade feliz
- 2010 Jardins do corpo e almas
- 2009 Jardins às cores
- 2008 Jardins de partida
- 2007 Mobiles! Jardins para um mundo em movimento
- 2006 Brincar no jardim
- 2005 Os jardins têm memória
- 2004 Viva o caos! Ordem e desordem no jardim
- 2003 Erva malvada
- 2002 O erotismo e os jardins
- 2001 Mosaicultura e companhia
- 2000 Em honra do ano 2000, sois livres
- 1999 "Rien que des potagers !"
- 1998 "Ricochet"
- 1997 Água, água
- 1996 "La technique est-elle poétiquement correcte?"
- 1995 Jardins de curiosidades
- 1994 "Acclimatations"
- 1993 Imaginação na crise
- 1992 O prazer